# Viva el Príncipe
Viva el Príncipe es el decimotercer álbum de estudio del cantante mexicano Cristian Castro, lanzado el 30 de noviembre de 2010 por Universal Music. 
Es un álbum tributo al cantante mexicano José José y fue producido por el maestro Rafael Pérez Botija. 
La grabación tuvo lugar en agosto de 2010 en los estudios The Hit Factory Criteria en Miami, Florida.
Un seguimiento de Viva el Príncipe fue anunciado por Castro el 13 de septiembre de 2011 titulado Mi Amigo el Príncipe. 
Una compilación de dos discos titulada Viva el Príncipe: Edición Especial, vol. 1 & 2 fue lanzada el 7 de febrero de 2012 con las canciones de ambos álbumes.
Otro álbum de compilación con versiones de las canciones de José fue lanzado en 2012 titulado Celebrando al príncipe.

## Antecedentes
El proyecto para Viva el Príncipe comenzó en 2008 después de que Castro era uno de los artistas seleccionados para interpretar una de las canciones de José durante un concierto de homenaje. Castro recordó haber crecido en el mismo vecindario con José, quien a menudo lo invitaba a fiestas y estudiaba con sus hijos en la misma universidad. Cuando escuchó la canción de José "La Nave del Olvido" por primera vez, Castro dijo: "Prometí ser cantante algún día y cantar baladas. José José es mi padre musical y la mayor inspiración". Castro expresó la esperanza de que el álbum permitiera que las canciones de José fueran escuchadas por una generación más nueva.

## Grabación y producción
El álbum fue producido por Botija y grabado en agosto de 2010 en The Hit Factory Criteria en Miami, Florida. Junto con Botija, el álbum incluye arreglos de Ángel "Cucco" Peña y Jorge Calandrelli. El álbum contiene "Poema al Cantante", recitado por José. En el poema, José transmite que el cantante no puede vivir si no puede cantar ("Ya no podrá vivir, sí ya no canta"); una alusión a perder su voz por los efectos del alcoholismo.
Inicialmente, Castro quedó decepcionado con el proyecto por la ausencia de Chucho Ferrer, su deseo de grabar las canciones menos conocidas de José y porque no quería únicamente imitar la voz de éste. Según Castro, fue la decisión de los productores ejecutivos de su sello discográfico; Universal Music Latino, que solo Botija produjera el álbum y grabara las canciones más reconocidas de José José. Más tarde se retractó de su declaración, elogió a Botija y se refirió al disco como el mejor, solo lamentando no poder grabar las canciones menos conocidas. José expresó su satisfacción con el resultado.

## Promoción
Para promocionar el álbum, "La Nave del Olvido" fue seleccionado como el sencillo principal del álbum y lanzado el 28 de septiembre de 2010. Llegó al puesto número 48 en la lista Billboard Hot Latin Songs y al número 22 en la lista Latin Pop Songs. El video musical fue dirigido por Ricardo Moreno y filmado en Los Ángeles. Tres sencillos promocionales fueron lanzados en iTunes : "Amor, Amor", "Volcán" y "Mi Niña". La lista de canciones estándar contiene diez pistas y el poema. La edición de lujo contiene dos canciones adicionales, una cubierta de "Gracias" y "Mi Niña" y un DVD que incluye a Castro interpretando cada canción en The Hit Factory Criteria y el video musical de "La Nave del Olvido".

## Rendimiento comercial
El álbum fue lanzado el 30 de noviembre de 2010 en todo el mundo. En México, el álbum pasó quince semanas en la cima de la lista Top 100 de México. Fue clasificado como el tercer álbum más vendido de 2011 en México y AMPROFON certificó el diamante por 300.000 copias. 
En los Estados Unidos, debutó en el número 157 en el Billboard 200 y en el No. 2 en los álbumes Top Latin Albums y Latin Pop Albums que vendieron más de 7.000 copias la primera semana. El álbum alcanzó el número 1 en los álbumes principales de Latin Albums y Latin Pop Albums en la semana del 29 de enero de 2011, sucediendo al álbum de Shakira Sale el sol, donde pasó siete semanas liderando los álbumes latinos y diez semanas arriba de Latin Pop Albums. Alcanzó el puesto número 49 en el Billboard 200 en la semana del 21 de marzo de 2011.
En las listas Billboard de fin de año de 2011, el álbum clasificó como la segunda mejor venta de álbumes latinos del año después del álbum homónimo de Prince Royce y fue el álbum más vendido de pop latino del año. Fue certificado doble platino por la RIAA por envíos de 200.000 copias en los Estados Unidos. En España, alcanzó el puesto número 44 en la lista de álbumes de Productores de Música de España. En América del Sur, Viva el Príncipe alcanzó el No. 5 en la Cámara Argentina de Productores de Fonogramas y Videogramas. Las listas de éxitos y certificaciones de oro recibidas en Colombia por la Asociación Colombiana de Productores de Fonogramas y en Venezuela por la Asociación de Productores de Fonógrafos de Venezuela fueron arrolladoras. A partir de noviembre de 2011, el álbum había vendido más de 800.000 copias en todo el mundo.

## Recepción crítica y premios
David Jeffries de Allmusic le dio al álbum una crítica positiva creyendo que el "espíritu de José José llena el álbum" y alabó a Botija por su papel en la producción ya Castro por traer "el sentido de la tradición al entregar este material con respeto". Observó que no detiene a Castro de "verter su corazón en las canciones" y percibió el mimetismo como un problema. Jeffries cerró la crítica afirmando que el álbum "termina con un tributo que agradará a los fanáticos de cualquiera de los artistas".

### Nominaciones y premios
En los XII Premios Grammy Latinos, Castro recibió una nominación al Mejor Álbum Vocal Masculino Pop, que fue otorgado a Franco De Vita por En primera fila. En los Premios de la Música Latina Billboard 2012, el álbum recibió dos nominaciones; para Álbum Latino del Año y Álbum Pop Latino del Año, perdiendo el primer premio contra el álbum homónimo de Prince Royce y el segundo premio contra Drama y luz de Maná. En los Premios Billboard de la Música de 2012, fue nominado como Álbum Latino del Año, pero perdió ante Fórmula, vol. 1 de Romeo Santos. En el premio Oye Mexicano 2012! recibió una estatuilla por Álbum Pop del Año masculino y una nominación por Álbum del Año.

## Lista de canciones
| N.º | Título                                       | Escritor(es)             | Duración |  |
| 1.  | «Lo pasado, pasado (feat. José José)»        | Alberto Aguilera Valadez | 4:02     |  |
| 2.  | «La nave del olvido»                         | Dino Ramos               | 3:54     |  |
| 3.  | «Amor, amor»                                 | Rafael Pérez Botija      | 4:07     |  |
| 4.  | «Lo que no fue no será»                      | José María Napoleón      | 3:47     |  |
| 5.  | «Gavilán o paloma»                           | Rafael Pérez Botija      | 4:46     |  |
| 6.  | «Amar y querer»                              | Manuel Alejandro         | 4:22     |  |
| 7.  | «Si me dejas ahora»                          | Camilo Blanes            | 4:48     |  |
| 8.  | «Volcán»                                     | Rafael Pérez Botija      | 5:02     |  |
| 9.  | «Almohada»                                   | Adan Torres              | 4:02     |  |
| 10. | «El triste»                                  | Roberto Cantoral         | 4:36     |  |
| 11. | «Poema al cantante (recitado por José José)» |                          | 0:52     |  |

| Bonus tracks (Edición CD-DVD) |           |          |  |
| N.º                           | Título    | Duración |  |
| 1.                            | «Mi niña» | 4:10     |  |
| 2.                            | «Gracias» | 3:56     |  |

## Posicionamiento en listas
| Listas (2010/11)                  | Mejor posición |
| --------------------------------- | -------------- |
| Argentina (CAPIF)                 | 5              |
| México (AMPROFON)                 | 1              |
| España (PROMUSICAE)               | 44             |
| Estados Unidos (Billboard 200     | 49             |
| Estados Unidos (Top Latin Albums) | 1              |
| Estados Unidos (Latin Pop Albums) | 1              |

| Listas (2011)                     | Mejor posición |
| --------------------------------- | -------------- |
| México (AMPROFON)                 | 3              |
| Estados Unidos (Latin Albums)     | 2              |
| Estados Unidos (Latin Pop Albums) | 1              |

## Certificaciones
| País           | Organismo certificador | Certificación      | Ventas certificadas | Ref    |
| -------------- | ---------------------- | ------------------ | ------------------- | ------ |
| Colombia       | ASINCOL                | Oro                | 5 000               | [ 33 ] |
| Estados Unidos | RIAA                   | 2x Platino (Latin) | 200 000             | [ 34 ] |
| México         | AMPROFON               | Diamante           | 300 000             | [ 35 ] |